# کلی پال
کلی پال (انگلیسی: Kelley Paul؛ زادهٔ ۳ سپتامبر ۱۹۶۳) همسر چشم پزشک و سناتور ایالات متحده آمریکا رند پال است. کلی پال به عنوان مشاور سیاسی کار کرده و کتابی به نام دوستان حقیقی و همیشگی نوشته‌است.